# Prevzgojni dom Radeče
Prevzgojni dom Radeče je edini prevzgojni dom v Sloveniji. V njem so zaprti mladoletniki in mladoletnice, ki jim je bil izrečen vzgojni ukrep oddaje v prevzgojni dom. Prevzgojni dom ima kapaciteto 68 obsojencev. Prestajanje ukrepa traja od 1 do 3 leta..
Zavod se nahaja v Radečah, trenutna direktorica je Viktorija Erpič.